# 四條畷市
四條畷市（しじょうなわてし）は、大阪府の北河内地域に位置する市。

## 概要
大阪市から約15kmほどの近郊に位置しており、奈良県と接する。市域の3分の2は生駒山地の一部である北生駒山地であり、市の中心部は生駒山地の西麓に広がる。
市東部の田原地区(「田原地域」とも呼称)は大阪府では唯一、生駒山地の東麓に位置しており、下述する奈良県域としばしば混同される。ただし往古は「田原郷」として文化的に一体であった。
当市の田原地区は奈良県生駒市北田原町・南田原町と隣接しており、四條畷市域側を「西田原」、生駒市域側が「東田原」とそれぞれ呼ばれることがある（これも往古の呼称区分と同じである）。
市中心部では国道163号と国道170号が交差しており、かつJR片町線の沿線でもあり、四條畷地区の東側は金剛生駒紀泉国定公園に指定されている。反対に生駒山地の東側は農業地帯・新興住宅地である。
遺跡が多く、貝塚跡があり古墳も少なくない。飛鳥時代までには馬飼を行う渡来人の定住があったと伝わる。白鳳時代には持統天皇が幼少期を過ごしたと伝わる正法寺の大伽藍が聳え立ち、平安時代には荘園、延喜式神名帳には市域内の神社3社（忍陵、国中、御机）が記載され、1000年以上経た現在も残っている。また、1000年以上の歴史のある寺院（正法寺、龍尾寺）も存在している。南北朝時代には四條畷の戦いの舞台となり、戦国時代には飯盛山城の攻防戦が幾度かあり、キリシタン教会も存在した。江戸時代には天領となり農業地帯であった。
明治時代に入ると、南朝が正統な王朝とされるようになったことから、南朝を助けた楠木正成が神格化され、その息子である楠木正行も「小楠公」として崇拝されるようになった。正行が没した四條畷の戦いの故地で、正行の墓（小楠公御墓所）もあるこの地に、楠木氏を祀る神社を設けようとする機運が高まった結果、1890年（明治23年）、飯盛山山麓に別格官幣社・四條畷神社が創建された。1895年には浪速鉄道が四条畷駅まで延伸し、この地は人の集まる繁華な町へと一躍発展した。北河内地区に中学が開設されるにあたっては、忠君愛国教育の中心である四條畷神社があり、鉄道駅もあって交通の便利なこの地に四条畷中学（現在の大阪府立四條畷高等学校）が開校し、北河内の教育の中心となった。この地は1889年の町村制施行の際に甲可村となったが、次第に四條畷の名の方が通りがよくなり、1932年には甲可村は四條畷村へと改名した。
第二次世界大戦以降は「住宅都市」を目標とし、1955年頃から大阪市の近郊都市として四條畷地区を中心として開発が進み、大阪外環状線の開通・JR片町線が四条畷駅まで複線化され、都市化が進んだ。その結果、1970年7月1日に市制を施行するにまで至った。市制施行後は、田原地区が関西文化学術研究都市に指定されると、それに則った開発が進められ、田原台などの新興住宅地が誕生した。

## 地理

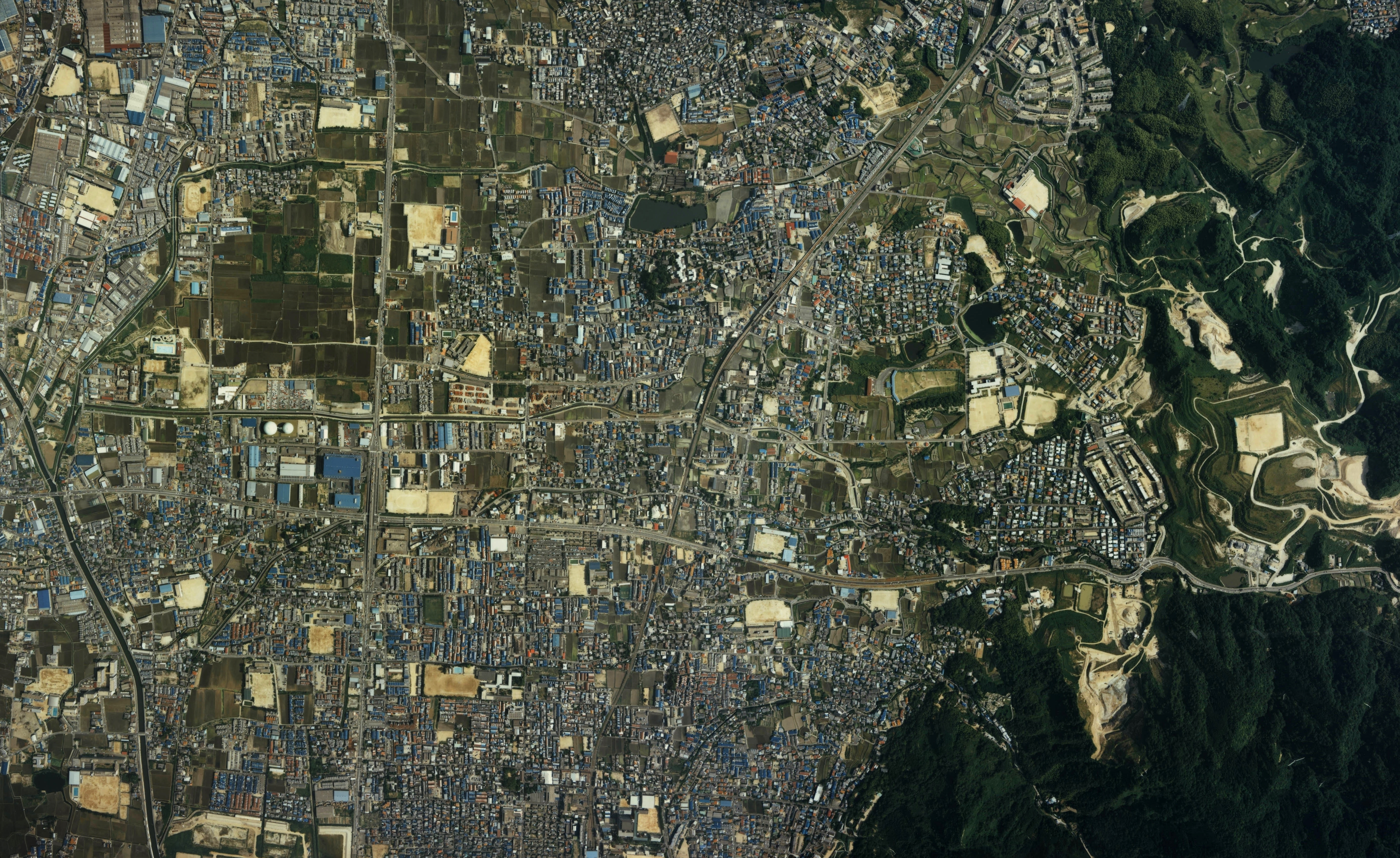
四條畷市中心部周辺の空中写真。1985年撮影の3枚を合成作成。
。

- 市域の3分の2は生駒山地の一部である北生駒山地である。標高は最高標高が361.0mで最低標高が3.0mであり、周囲が25.1kmである[2][9]。
  - 山:飯盛山
  - 川:天野川・岡部川・清滝川・権現川
  - 池:室池
  - 峠:清滝峠

### 面積
- 18.74km2[10]
  - 四條畷地区 - 10.766 km2[11]
  - 田原地区 - 7.974 km2[11]

面積の変遷
- 1890年8月1日 - 町村制施行して、10.85 km2になる。[10]
- 1961年6月25日 - 田原村を編入して18.90 km2になる。[10]
- 1988年10月1日 - 国土地理院による面積を改定して0.16 km2狭くなって、18.74 km2になる。[10]

### 広袤（こうぼう）
国土地理院地理情報 によると四條畷市の東西南北それぞれの端は以下の位置で、東西の長さは7.3 km、南北の長さは5.4kmである。

### 隣接している自治体
- 交野市、大東市、寝屋川市、奈良県生駒市

## 歴史

### 紋章
- 町章は1961年に田原村の編入合併を記念して2回にわたって公募で募集して同年12月に議会によって制定された[12][12][13][14]。 市章は市制施行に合わせて住民意識の向上のために公募で募集し、募集した結果、「し」と畷の「ナ」を鳩に図案化したもので未来に向かって羽ばたく姿を意味して、1970年7月1日の市制施行の日に合わせて制定された[3][15][16][17][18] 。

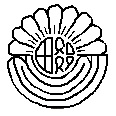
四條畷町章
四條畷市章

### 市制施行前
市域は全域河内国讃良郡に属した。讃良郡における条里制では、生駒山地東麓の田原地区を除き、南野が六条、逢阪・清滝・中野・蔀屋が七条、岡山・砂が八条にあたる。岡山・砂は江戸時代初期に岡山・砂東・砂西に分村するまで北野と称していた。
- 1348年（正平3年/貞和4年） - 四條畷の戦い[2]。
  - 主戦場となった三条から五条は大東市域だが、六条にあたる南野に楠木正行や和田賢秀の墓が所在する。
- 1684年（貞享元年） - 讃良郡中野村から中野村逢阪郷が分村。
- 1706年（宝永3年） - 讃良郡中野村から中野村上郷が分村。
- 1871年（明治4年） - 讃良郡砂東村と砂西村が合併して砂村となる。
- 1882年（明治15年） - 讃良郡中野村逢阪郷が逢阪村、中野村上郷が清滝村にそれぞれ改称。
- 1889年（明治22年）4月1日 - 町村制施行により、讃良郡南野村・逢阪村・清滝村・中野村・蔀屋村・岡山村・砂村の区域をもって甲可村が発足。
- 1896年（明治29年）4月1日 - 讃良郡甲可村の所属郡が北河内郡に変更。
- 1925年（大正14年）7月1日 - 四條畷警察署が設置される[3]。
- 1932年（昭和7年）4月1日 - 甲可村が改称して四條畷村となる。
- 1947年（昭和22年）7月1日 - 北河内郡四條畷村が町制施行して四條畷町となる[3]。
- 1953年（昭和28年）5月1日 - 片町線忍ケ丘駅が開業する[3]。
- 1959年（昭和34年）7月 - 上下水道が完成する[3]。
- 1961年（昭和36年）
  - 6月25日 - 北河内郡四條畷町が田原村を編入[19][20]。
  - 9月16日 - 第二室戸台風により被害を受け、同年9月18日に災害救助法の適用を受ける[21][21]。
- 1963年（昭和38年） - 国道163号が開通する[3]。
- 1964年（昭和39年）11月5日 - 役場の新庁舎が完成し、業務を開始する。[3][22][22]
- 1966年（昭和41年）7月1日 - 水道局庁舎が完成する[3]。
- 1967年（昭和42年）7月1日 - 四條畷町上下水道局が完成する[3]。
- 1969年（昭和44年）5月20日 - 田原地区がこれまで都市計画区域に非指定されていたが、建設省によって指定される[7][21]。

地方自治法の一部改正により、3万人以上の人口を擁していれば市制施行が可能となったため、当自治体では3万人以上の人口を擁していることから、市制施行が可能となった。すでに、大阪市のベッドタウンとなり、急激な人口増加をしたことから、行政の質の向上を目的として早急な市制施行を目標とした。1970年5月26日に当町で議会臨時会を開催し、同年6月20日に官報告示をし、同年7月1日に四條畷町から四條畷市へと市制を施行した。

### 市制施行後
1970年代
- 1970年（昭和45年）7月1日 - 北河内郡四條畷町が市制施行して四條畷市となる（泉南市と同日）[25]。大阪府下32番目の市となり、市制施行当時は人口35,833人であった[3]。同時に市章を制定する[3][15][16][17][28]。
  - 9月 - 市の木・市の花を制定する[28]。
- 1971年（昭和46年）6月 - 大阪府営清滝団地が完成する[28]。
  - 7月1日 - 四條畷市消防本部が完成する[3]。
- 1975年（昭和50年）3月 - 生活環境条例を制定する[28]。
  - 11月2日 - 市民憲章を制定する[3][15][17][28]。
- 1976年（昭和51年）4月1日 - 四條畷市立老人福祉センターが開所する[3]。
- 1979年（昭和54年）10月 - 片町線が四条畷駅から長尾駅まで複線化する[28]。

1980年代
- 1980年（昭和55年）10月 - 市制施行10周年記念式典を開催する[28]。
- 1983年（昭和58年）4月1日 - 大阪府立四條畷北高等学校が開校する[28]。
- 1984年（昭和59年）3月23日 - 非核平和都市・青少年健全育成都市を宣言する[3][29][30]
  - 10月 - 田原ニュータウンが起工する。[6][28]。
- 1985年（昭和60年）11月15日 - 四條畷市立歴史民俗資料館が開館する[3]。
- 1986年（昭和61年）3月25日 - 健康づくり都市を宣言する[3][31]。
- 1987年（昭和62年）10月1日 - 大阪電気通信大学四條畷学舎が開校する[3]。

1990年代
- 1990年（平成2年）5月 - 国道163号清滝トンネルが開通する[28]。
  - 5月11日 - パークヒルズ田原が街びらきする。[3][6]
  - 7月1日 - 四條畷市立野外活動センターが開園。市歌「いま ここに」を制定する[注釈 2] [3]。
- 1991年（平成3年）4月1日 - 四條畷市立田原中学校が開校する。[28][32]
- 1993年（平成5年）4月1日 - グリーンホール田原が開館する。[3][28]
  - 12月21日 - 人権擁護都市を宣言する。[33]
- 1995年（平成7年）4月1日 - 四條畷市立市民総合体育館（サン・アリーナ25）が開所する。[3][28]
  - 7月1日 - 市制25周年を記念して三重県紀伊長島町（現:紀北町）と友好都市提携を宣言する。[3][34]
  - 10月1日 - ふれあいの森が開園する。[3][28]
- 1999年（平成11年） - 当市と守口市・門真市の3市でくすのき広域連合を設立する。[28]

2000年代

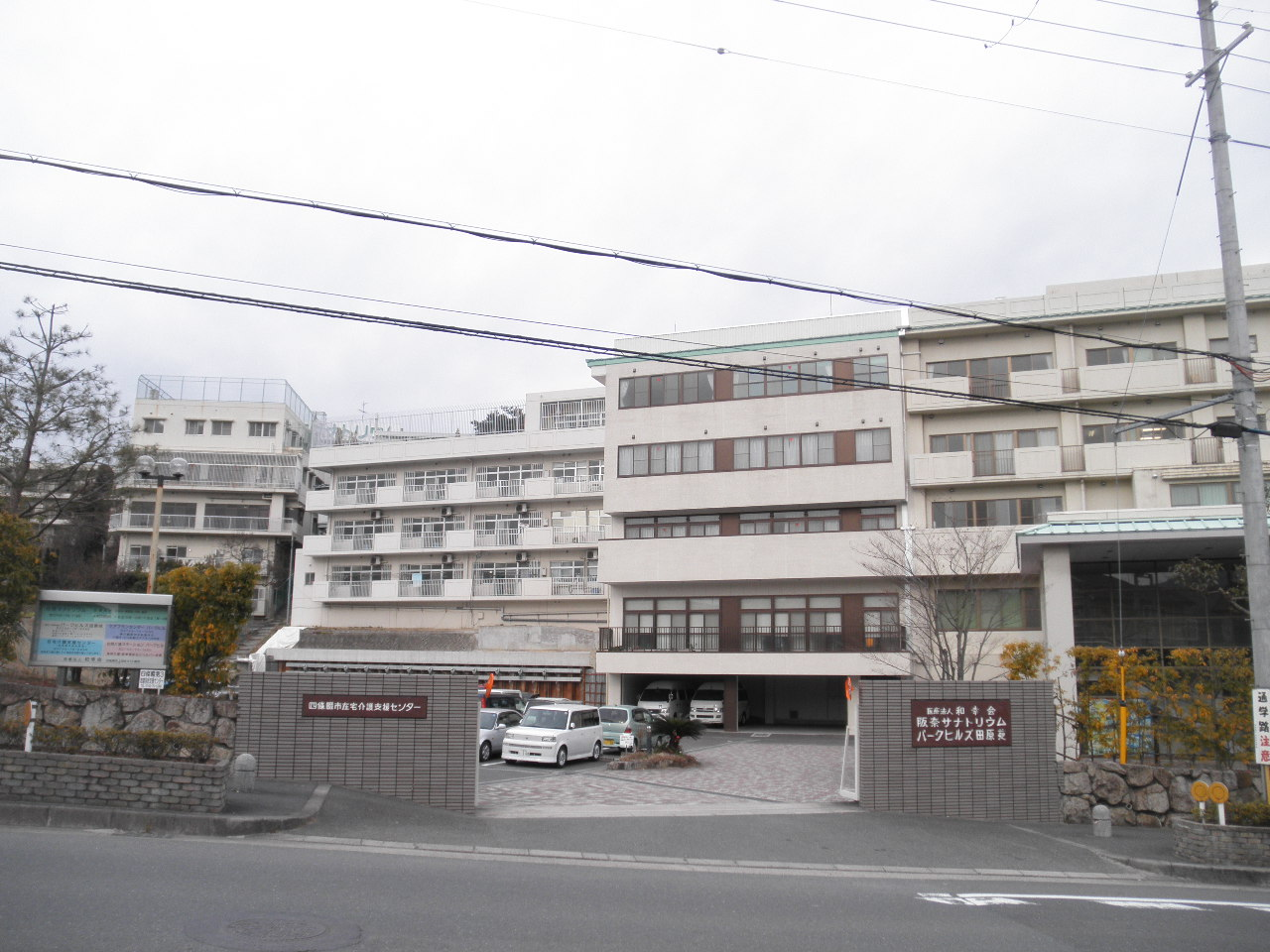
2002年2月14日にこの建物の駐車場建設地に日本最古のキリシタン墓碑が発見される。

- 2002年（平成14年）2月14日 - 阪奈サナトリウム駐車場建設中に日本最古のキリシタン墓碑が発見される。[3][35]
  - 7月23日 - 同市発注の学校給食センター新築工事をめぐる入札妨害事件で、森本稔市長が300万円の現金を受け取ったとして警察に逮捕される。[36]
- 2007年（平成19年）3月31日 - 当市と寝屋川市・枚方市・交野市で北河内4市リサイクル施設組合を開設する。[3][28]
- 2008年（平成20年）2月29日 - 2007年12月からの調査で教育委員会で、文部科学省が負担する自治体への委託費用の委託費について、最低でも685万円の使途不明金があることが明らかになる。この問題の責任を取り、当時の教育長が26日に辞表を提出。[37][38]
- 2010年（平成22年）3月20日 - 第二京阪道路が開通する。[3]
  - 3月31日 - 大阪府立四條畷北高等学校が閉校する。[3]
- 2011年（平成23年）3月20日 - 男女共同参画都市を宣言をする。[3][39]
- 2014年（平成26年）大東市と消防機能を合併し大東・四條畷消防組合設立。本部は大東市。

### ご当地キャラクター
・2008年（平成20年）四条畷市イメージキャラクター「くっすん」

### 「四條畷」と「四条畷」

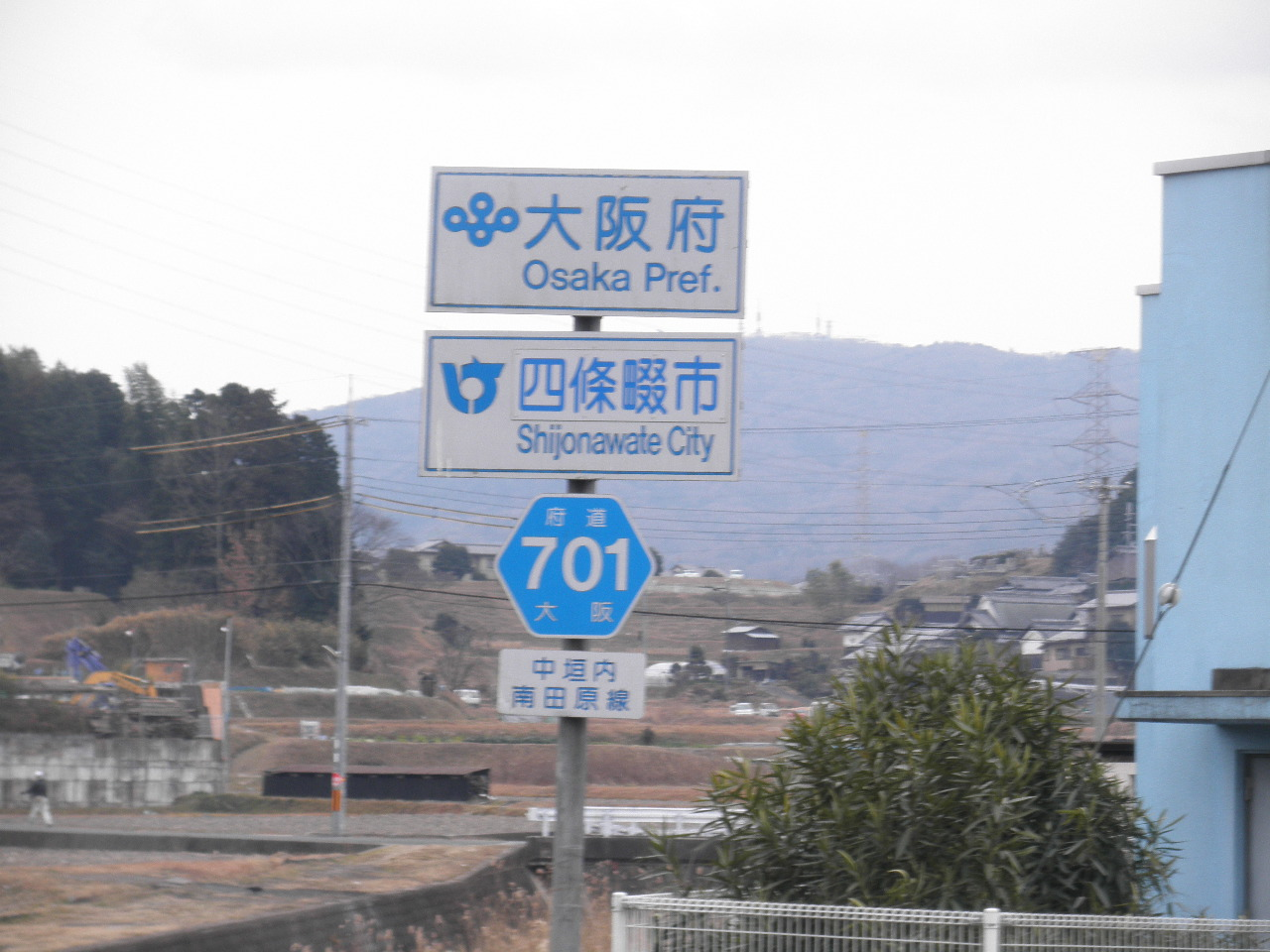
貼りなおされた四條畷市のカントリーサイン

市の固有名詞としては、四條畷村以来一貫して「四條畷」と表記するのが正式である。「条」は「條」の略字であるが、戦後「条」が当用漢字（現・常用漢字）に指定されたため、「四条畷」と表記されることがある。
現在でも新聞や道路標識などでは「四条畷市」と書かれることがあり、2003年度末までは四條畷市内の郵便局は「四条畷」表記だった（現在は「四條畷」表記となっている）。
JR西日本の四条畷駅は「条」の字を使っている。1895年に北河内郡四条村に開業した当初は、四条畷駅および所在地の四条村（のち町制を施行して四条町）ともに、「條」の字を使っていた。しかし、四条町は1956年の町村合併によって大東市となり廃止され、当時の国鉄が当用漢字の使用を推進していたこともあって、「条」の字を使うようになった。四條畷市はJR西日本に駅名の変更を申し入れているが、JR西日本側が「駅名変更は地元からの要望で行うが費用は自治体の全額負担」としており、さらに費用は数億円かかるため市側での負担が困難な状態なことから、現在も駅名の変更はされていない。
一方、四条畷駅と同様に大東市に所在する四條畷警察署は「條」の字を使っている。これは1978年に現在地へ移転するまで四條畷市内に庁舎があった名残で、移転後も変更されることなく現在に至る。
2003年の大阪府議会において、四條畷の表記に関する条例が可決された。大阪府庁ホームページ　大阪府議会だよりNo.119。四條畷市及び大阪府は、表記について次のように定義している。四條畷市役所ホームページ　四條畷市の、「じょう」の漢字について
以上の歴史的経緯から、四條畷市・大阪府の地方自治体は、官公庁関連の施設に関しては「條」を使用し、民間施設に関しては「条」を使用している。
奈良県五條市にも、四條畷市と類似の表記問題がある。

### 市町村合併

#### 田原村との合併
- 四條畷町（当時）は当村との合併を1961年初頭に活発な動きをし、編入合併を目指し、6月25日に発足を予定していた。その結果、合併が可決され、同年5月19日に合併調印式を開催し、同年5月22日に議会臨時会で議決され、同年5月23日に合併申請書を提出し、5月31日に定例府会で議決された。そして、予定通りに同年6月25日に編入された。そして、同年7月1日に合併を記念した祝賀式を開催した。[19][20][40]

#### 大東市との合併
- 勉強会は設置しているが、具体的な実現には至っていない。[41]

## 人口
- 1965年から1975年までは大幅な増加を示しており、1960年の国勢調査では10,779人であり、1965年の国勢調査では19,314人であったが、1970年の国勢調査では37,893人であり、住宅開発をしていた四條畷地区の岡山・雁屋（雁屋北町・雁屋南町）を中心に増加し、1960年から1965年の増加率は大阪府下の自治体では1番である79.6%を記録した。そして、1975年の国勢調査では52,368人であり、一旦ピークを迎えた。その後は減少し、1980年・1985年・1990年の国勢調査では5万人を少し上回る人口で推移してきた。しかし、田原地区が関西文化学術研究都市に指定されると、開発が進みその後は増加し、2003年には57,000人を突破した。その後は57000人台で推移しているが、市内の西部の再開発と田原地区の新興住宅地の開発でこれからも増加すると予測されている[4][5][8][8][42][43][44][44]。
- 平成22年国勢調査より前回調査からの人口増減をみると、0.37％増の57,554人であり、増減率は府下43市町村中17位、72行政区域中35位。

| |                                          |  |
| 四條畷市と全国の年齢別人口分布（2005年） | 四條畷市の年齢・男女別人口分布（2005年） |  |
| ■紫色 ― 四條畷市 ■緑色 ― 日本全国 | ■青色 ― 男性 ■赤色 ― 女性                |  |
| 四條畷市（に相当する地域）の人口の推移 \| 1970年（昭和45年） \| 37,893人 \| \| \| 1975年（昭和50年） \| 52,368人 \| \| \| 1980年（昭和55年） \| 50,582人 \| \| \| 1985年（昭和60年） \| 50,352人 \| \| \| 1990年（平成2年） \| 50,035人 \| \| \| 1995年（平成7年） \| 53,763人 \| \| \| 2000年（平成12年） \| 55,136人 \| \| \| 2005年（平成17年） \| 57,342人 \| \| \| 2010年（平成22年） \| 57,554人 \| \| \| 2015年（平成27年） \| 56,075人 \| \| \| 2020年（令和2年） \| 55,177人 \| \| |                                          |  |
| 総務省統計局 国勢調査より |                                          |  |
| 1970年（昭和45年） | 37,893人                                 |  |
| 1975年（昭和50年） | 52,368人                                 |  |
| 1980年（昭和55年） | 50,582人                                 |  |
| 1985年（昭和60年） | 50,352人                                 |  |
| 1990年（平成2年） | 50,035人                                 |  |
| 1995年（平成7年） | 53,763人                                 |  |
| 2000年（平成12年） | 55,136人                                 |  |
| 2005年（平成17年） | 57,342人                                 |  |
| 2010年（平成22年） | 57,554人                                 |  |
| 2015年（平成27年） | 56,075人                                 |  |
| 2020年（令和2年） | 55,177人                                 |  |

人口の内訳
| 調査名         | 総数     | 15歳未満 | 15歳から64歳まで | 65歳以上 |
| -------------- | -------- | -------- | ---------------- | -------- |
| 2005年国勢調査 | 57,342人 | 9,330人  | 38,597人         | 8,991人  |
| 2010年国勢調査 | 57,561人 | 8,721人  | 34,629人         | 11,623人 |

## 地域
四條畷地区

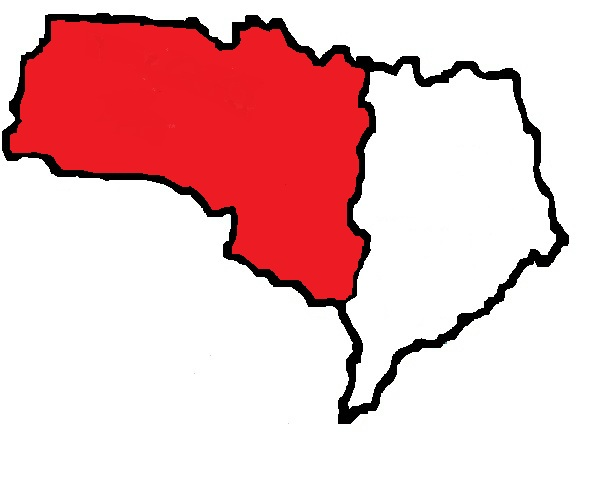
四條畷地区の範囲

田原村を編入する前の四條畷町の範囲であり、大阪平野の一部である。大阪市の近郊都市として、国道163号と国道170号が交差しておりかつJR片町線の沿線である。また、農地や史跡が残されている地域もあり、地区の東側は生駒山地の北側に位置しており、金剛生駒紀泉国定公園に指定されている。また、旧大阪府立四條畷北高等学校・第二京阪道路の近隣地帯である砂地区の開発も進められている。
田原地区

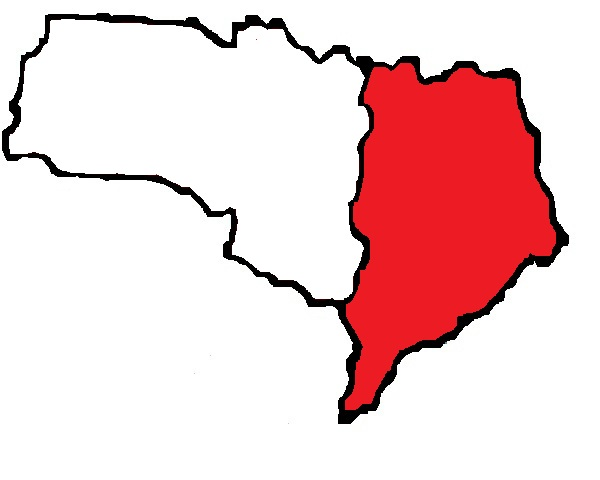
田原地区の範囲

旧田原村の範囲であり、奈良県の県境に位置する地区である。生駒山地の一部である北生駒山地の麓の農業地帯であるが、1969年5月20日に都市計画区域に指定され、その後は関西文化学術研究都市に指定されるとそれらに似合った開発し、1978年10月に土地区画整理事業の計画を終えてから、1984年10月に田原ニュータウンの起工が行われ、宅地として開発された。その結果、1990年5月11日にパークヒルズ田原が街開きされ、田原台などの新興住宅地が点在しており、それまで減少傾向であった市内の人口が増加した。

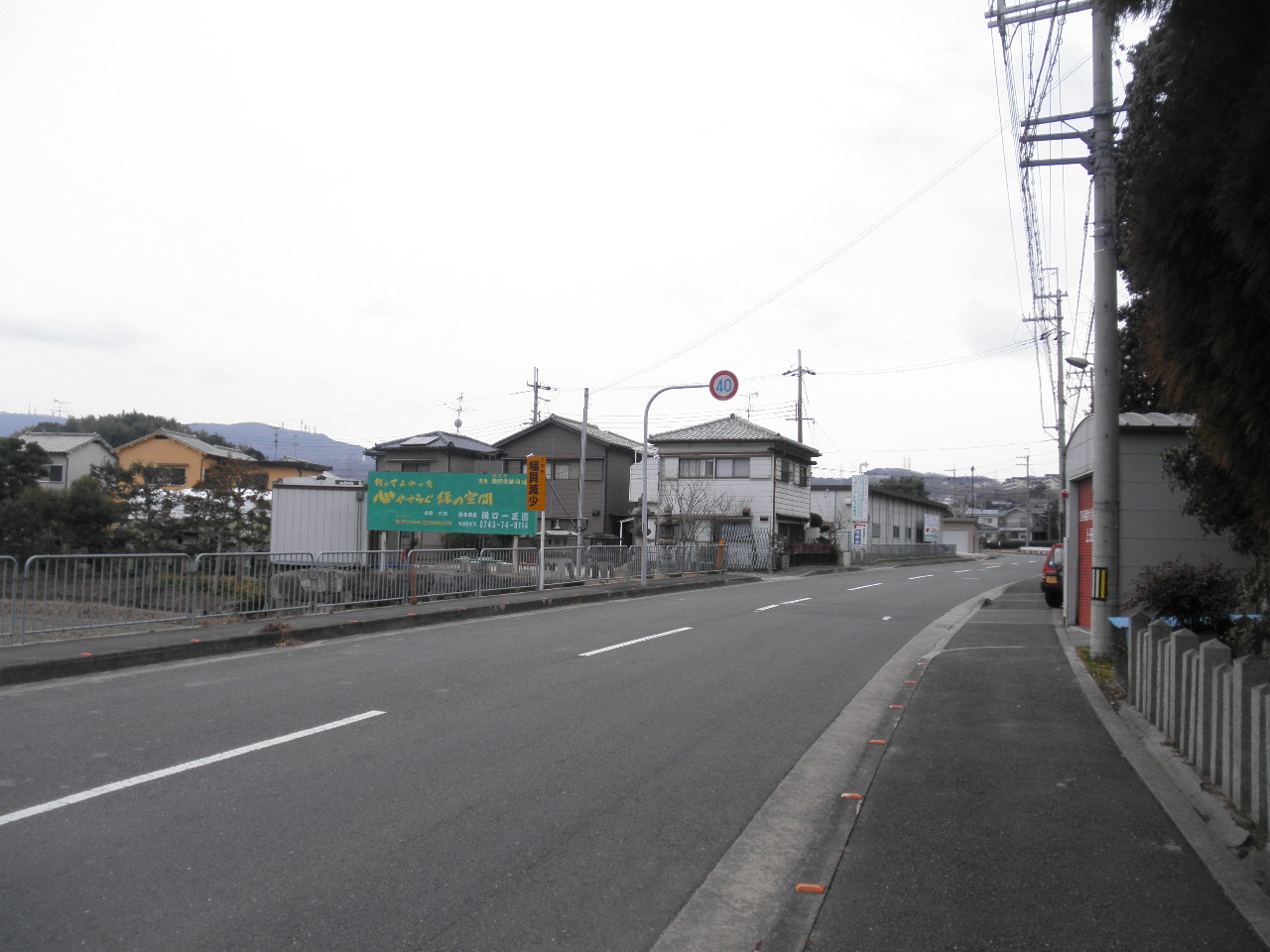
田原地区の古くから残る既存集落 上田原で撮影
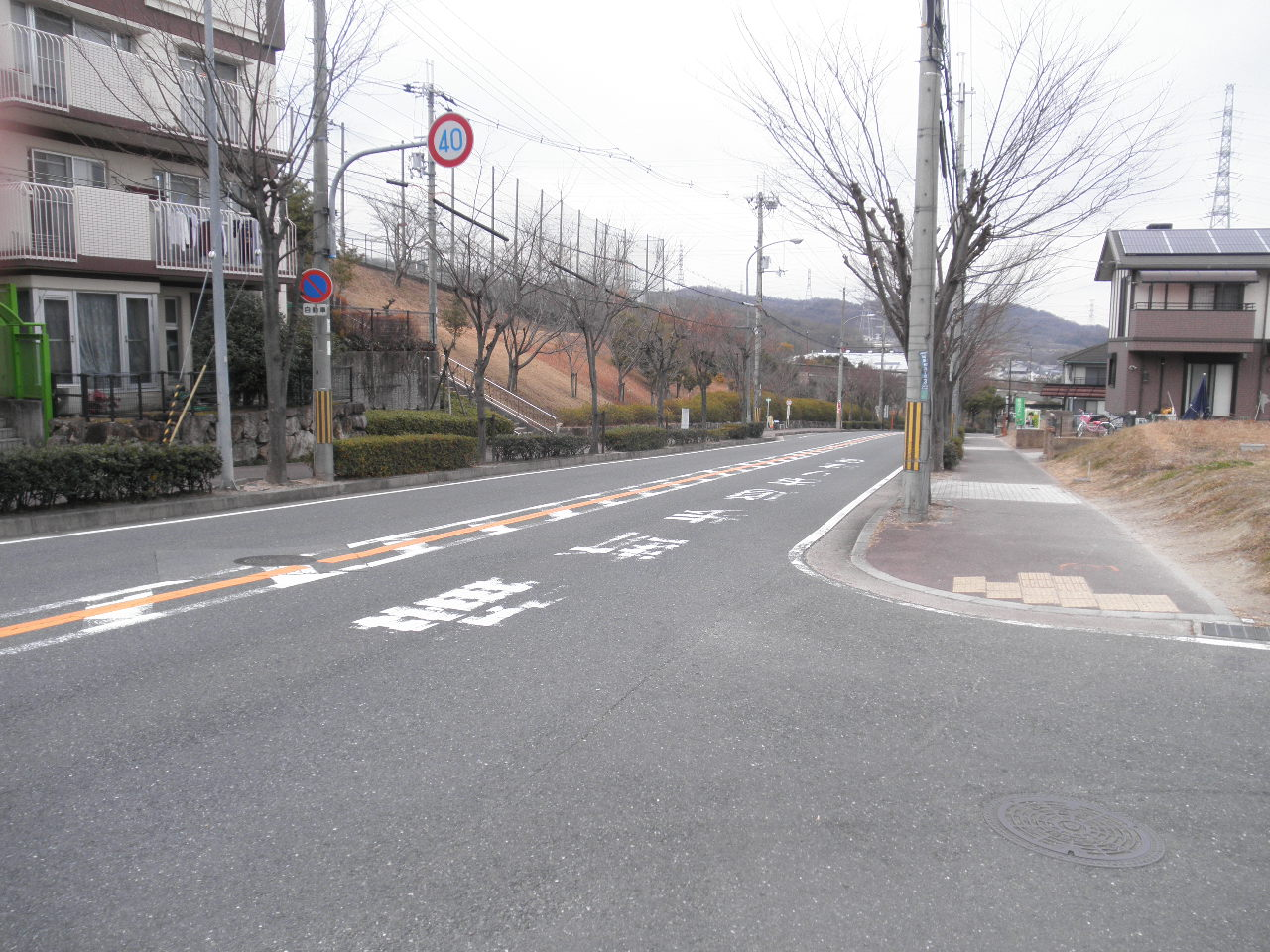
田原地区の新興住宅地 田原台4丁目で撮影

## 行政

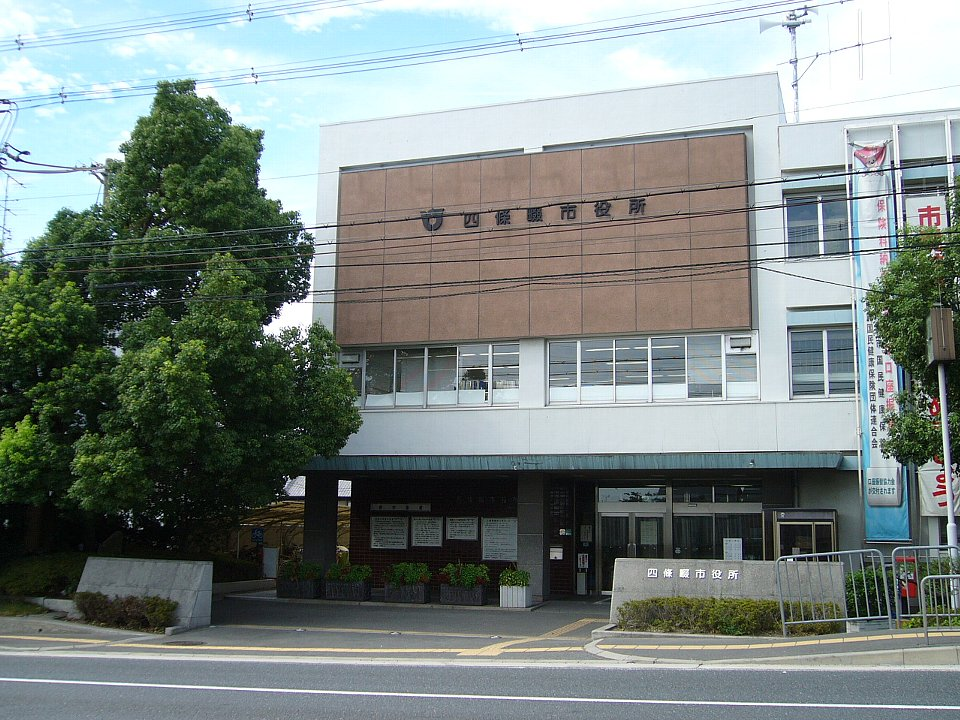
四條畷市役所

### 市役所
- 四條畷市役所

1912年に竣工した庁舎であり、老朽化・第二室戸台風に伴う被害・急激な人口増加に対する対応・田原村との合併に伴う行政の向上のために当町の建設計画事業の一環として建設され、1964年11月5日に新築移転され、現在の場所で業務を開始している。
- 田原支所

田原村と編入合併した結果、田原村役場跡に田原支所を設置した。

### 財政
- 市税収入は減ってきているため1998年から2007年度まで赤字を出していたが、人件費を削減したりと対策した結果、2008年度から3年連続で黒字を維持している。[16][51]
- 住民税の半分以上を収めるにもかかわらず、田原台・さつきが丘・緑風台・大字上田原、下田原への税金投資はほぼない。そのため、かなり発展が遅れていると言える。

### 歴代市長
| 代             | 氏名     | 就任日         | 退任日         | 備考                   |
| -------------- | -------- | -------------- | -------------- | ---------------------- |
| 初代市長       | 三牧信知 | 1967年10月15日 | 1972年10月14日 | 四條畷町長から継承     |
| 二代目         | 森本稔   | 1972年10月15日 | 2002年7月31日  | 汚職事件で逮捕され辞職 |
| 市長職務代理者 | ーーー   | 2002年8月1日   | 2002年9月8日   |                        |
| 三代目         | 田中夏木 | 2002年9月8日   | 2012年11月30日 | 健康状態を理由に辞職   |
| 市長職務代理者 | 大井俊道 | 2012年12月1日  | 2013年1月19日  | 副市長                 |
| 四代目         | 土井一憲 | 2013年1月20日  | 2017年1月19日  |                        |
| 五代目         | 東修平   | 2017年1月20日  | 2025年1月19日  |                        |
| 六代目         | 銭谷翔   | 2025年1月20日  | 現職           |                        |

## 立法

### 市議会
定数は12人。任期は2023年5月1日 - 2027年4月30日。
 大阪府議会（大東市及び四條畷市選挙区）
- 定数：2名 （2015年の府議選より、大東市と合区）
- 任期：2023年4月30日 - 2027年4月29日
- 橋本和昌（大阪維新の会）
- 内海久子（公明党）

国政選挙 
- 衆議院小選挙区では、寝屋川市、大東市と共に大阪府第12区を構成する。
- 藤田文武（日本維新の会）

## 警察署・消防署
かつては警察署は市内にあったが、1978年1月9日に大東市にある四條畷警察署に移転し、それ以降は市内にはない。
消防は四條畷市消防本部として市内に消防本部と消防署を設置していたが、消防広域化に伴って大東市消防本部と統合し大東・四條畷消防組合で本部は大東市内となり、市内には四條畷消防署と田原分署がある。

## 施設

### 図書館
- 四條畷市立四條畷図書館[53]
- 四條畷市立田原図書館[53]

### 公園
- 戎公園
- 北谷公園[3]
- 雁屋北公園[3]

### 病院
- 畷生会脳神経外科病院
- 北河内藤井病院
- 阪奈サナトリウム

### 福祉施設
- ハニコウム園芸[53]
- なわて更生園[53]
- 四條畷市立老人福祉センター[53]
- 四條畷市立福祉コミュニティーセンター[53]

### その他の施設
- グリーンホール田原[53]
- 四條畷市民センター[53]
- 四條畷市立市民総合体育館[53]
- 四條畷市立野外活動センター[53]
- 四條畷市シルバー人材センター[53]
- 四條畷市立歴史民俗資料館[3]
- 飯盛霊園[53]
- 大阪生駒霊園
- 寝屋川市野外活動センター
- 大阪パブリックゴルフクラブ
- TRUE MAN RACING - (トゥルーマンレーシング)

## 姉妹都市・友好都市
- 日本 三重県北牟婁郡紀北町
  - 1995年7月1日に旧紀伊長島町と友好都市提携を結ぶ。2005年12月12日に合併後の紀北町と友好都市提携を結ぶ。
- ドイツ ノルトライン＝ヴェストファーレン州 ライン・ノイス郡 メアブッシュ (Meerbusch)
  - 2010年12月13日に両市創立40周年を祝って現地において友好都市提携を結ぶ。メアブッシュ市はドイツで唯一外国人住民中日本人の割合が最も高い事が特徴であるが、四條畷市が日本における初めての友好都市となった。

## 経済

### 産業人口
| 調査名         | 総数     | 第1次産業 | 第2次産業 | 第3次産業 |
| -------------- | -------- | --------- | --------- | --------- |
| 2010年国勢調査 | 23,404人 | 106人     | 6,431人   | 15,793人  |

### 商業施設
長らく大阪府下の市では珍しく、大型スーパーマーケットがないため隣接市などのショッピングセンター（SC）へ向かう流れが強かったが、2015年10月23日に寝屋川市にまたがる形でイオンモール四條畷がオープンした。
オープン以前の人の流れは、清滝峠以西の住民は守口市のイオンモール大日や大阪市鶴見区のイオンモール鶴見緑地、大東市のポップタウン住道、寝屋川市のイオンモール寝屋川、ビバモール寝屋川または平和堂アル・プラザ香里園店への商圏になっていた。
清滝峠以東にある上田原・下田原・田原台・緑風台・さつきヶ丘地区の住民は奈良県生駒市にある近鉄百貨店生駒店やイオン奈良登美ヶ丘SC（現：イオンモール奈良登美ヶ丘）、2007年5月1日に開業した京都府木津川市のイオン高の原SC（現：イオンモール高の原）への商圏になっていた。
現在は、隣接する奈良県側からも買い物に来る車が多数見受けられる様になった。

### 業務効率化とコスト削減の取り組み
購買DX・契約DX・請求DXの「Pro-Sign」を提供する株式会社プロレド・パートナーズと、大阪府四條畷市は、企業や自治体の購買活動・管理を効率化するクラウドサービス 「Pro-Sign（プロサイン）」を活用した実証実験を開始した。今回の実証実験では、株式会社プロレド・パートナーズが提供する「Pro-Sign（プロサイン）」の見積取得機能を活用したもので、クラウド上で複数の企業から見積を取得できるサービス。一度の依頼で複数社からの見積をクラウド上で取得でき、その後の連絡もチャット上で行えることから、業務効率化を図るとともに、見積の取得のために何度も来庁してもらう必要がなくなり、見積提供事業者の時間的負担および経済的負担も軽減することができる。

### 四條畷市に本社を置く主な企業
- 平山産業
- トーアミ
- サン電子工業株式会社

### 金融機関
- 三井住友銀行　四条畷支店（雁屋（かりや）南町）
- 関西みらい銀行　忍ケ丘支店（岡山2丁目）
- 大阪信用金庫　四条畷支店（米崎町）
- 大阪厚生信用金庫　四条畷支店（雁屋南町）
- 枚方信用金庫　忍ケ丘支店（岡山東2丁目）
- 大阪東部農業協同組合　四條畷支店（中野3丁目）、田原支店（下田原）

### 日本郵政グループ
（2012年12月現在）
- 日本郵便株式会社
  - 四條畷郵便局（中野本町） - 集配局。★
  - 四條畷楠公（なんこう）郵便局（雁屋南町）　★
  - 四條畷岡山郵便局（岡山東2丁目）　★
  - 四條畷南野（みなみの）郵便局（南野4丁目）
  - 四條畷二丁通（にちょうどおり）郵便局（二丁通町）
  - 田原（たわら）簡易郵便局（田原台5丁目）

田原簡易郵便局を除く各郵便局にゆうちょ銀行のATMが設置されており、★印の郵便局ではホリデーサービスを実施。
※四條畷市内各区域の郵便番号は「575-00xx」（四條畷郵便局の集配担当）となっている。

## 教育

### 幼稚園
- 四條畷市立忍ケ丘あおぞらこども園
- 星子学園　星子幼稚園（旧・若松幼稚園）四條畷市
- 山本栄学園　畷幼稚園

### 小学校
- 四條畷市立四條畷小学校
- 四條畷市立四條畷東小学校
- 四條畷市立四條畷南小学校
- 四條畷市立岡部小学校
- 四條畷市立くすのき小学校
- 四條畷市立忍ヶ丘小学校
- 四條畷市立田原小学校

### 中学校
- 四條畷市立四條畷中学校
- 四條畷市立四條畷西中学校
- 四條畷市立田原中学校
- 四條畷市立四條畷南中学校

### 高等学校
- 大阪府立四條畷高等学校

### 大学
- 大阪電気通信大学四條畷キャンパス

### 特別支援学校
- 大阪府立交野支援学校四條畷校

## 交通

### 鉄道
- 西日本旅客鉄道
  - 片町線(JR学研都市線) - 忍ケ丘駅

四条畷駅は隣接する大東市に所在する。

### バス
- 京阪バス：四条畷駅から寝屋川市駅、京阪大和田駅、イオンモール四條畷へと伸びるが、イオンモール四條畷行きを除き、本数は少ない。またコミュニティバス（下記）を運行する。
- 近鉄バス：四条畷駅から清滝団地および大阪電気通信大学四條畷キャンパス、近鉄東花園駅（新石切駅経由）への路線がある。また、お彼岸やお盆の季節などに四条畷駅と飯盛霊園を結ぶ直通バスを臨時運行している。
- 奈良交通バス：奈良県生駒市にある近鉄生駒駅（南口）から田原台地区への路線がある。
- 四條畷市コミュニティバス

### 道路
- 高速自動車国道
  - 市内には路線なし
- 一般国道

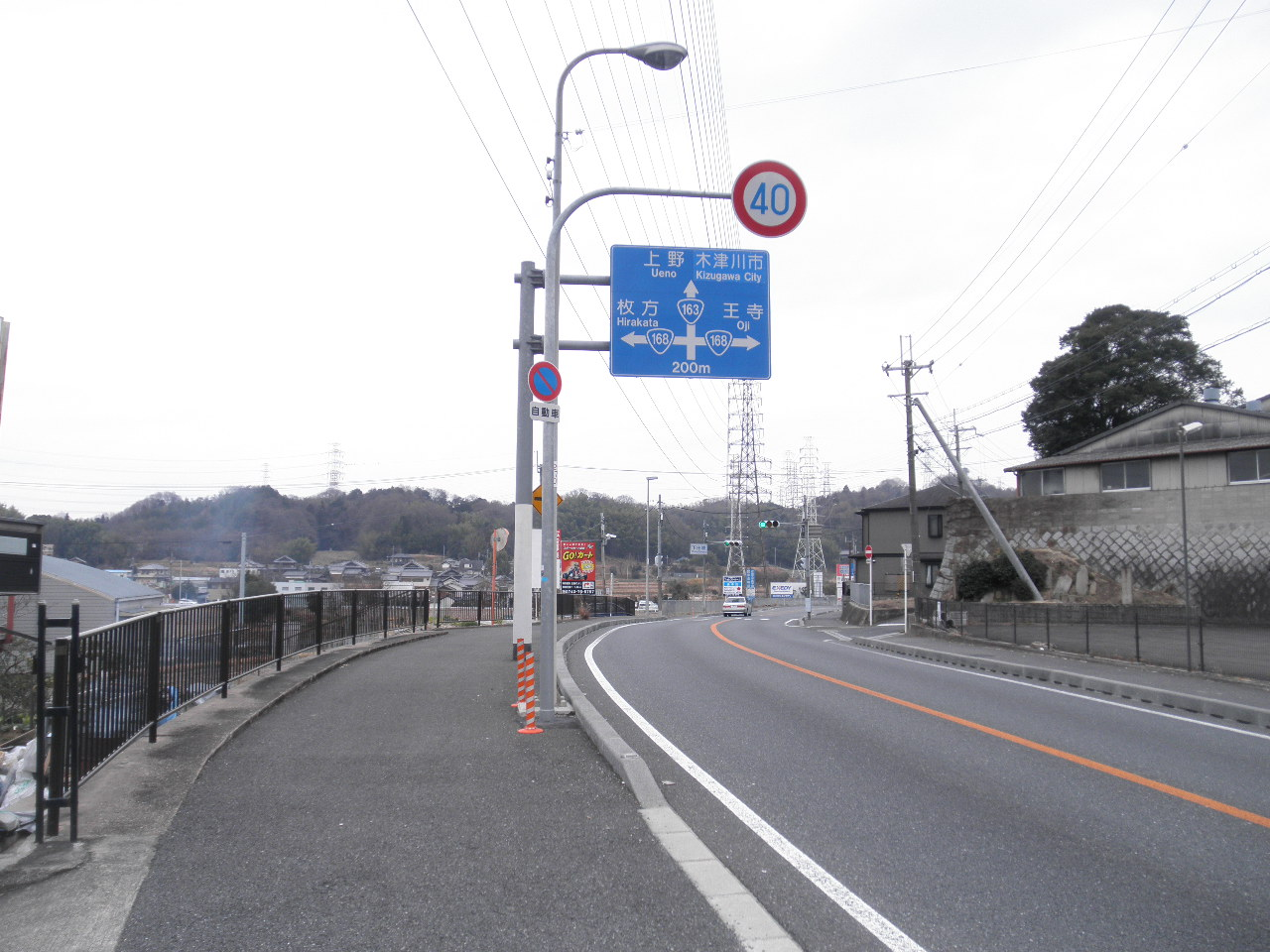
田原地区を縦断する国道163号
下田原で撮影

  - 国道1号（第二京阪道路）- 市内に第二京阪道路のICはない。
  - 国道163号（清滝生駒道路）- 清滝第1トンネル・第2トンネルの二本のトンネルで、大阪市中心部と、けいはんな地区を直結している。飯盛霊園側は、片側1車線しかないので、頻繁に渋滞する。
  - 国道170号（大阪外環状線、旧道＝東高野街道）
- 主要地方道
  - 大阪府道・奈良県道8号大阪生駒線（阪奈道路）
  - 大阪府道20号枚方富田林泉佐野線
- 一般府道
  - 大阪府道160号四條畷停車場線
  - 大阪府道162号大東四條畷線
  - 大阪府道・奈良県道701号中垣内南田原線

## 名所・旧跡

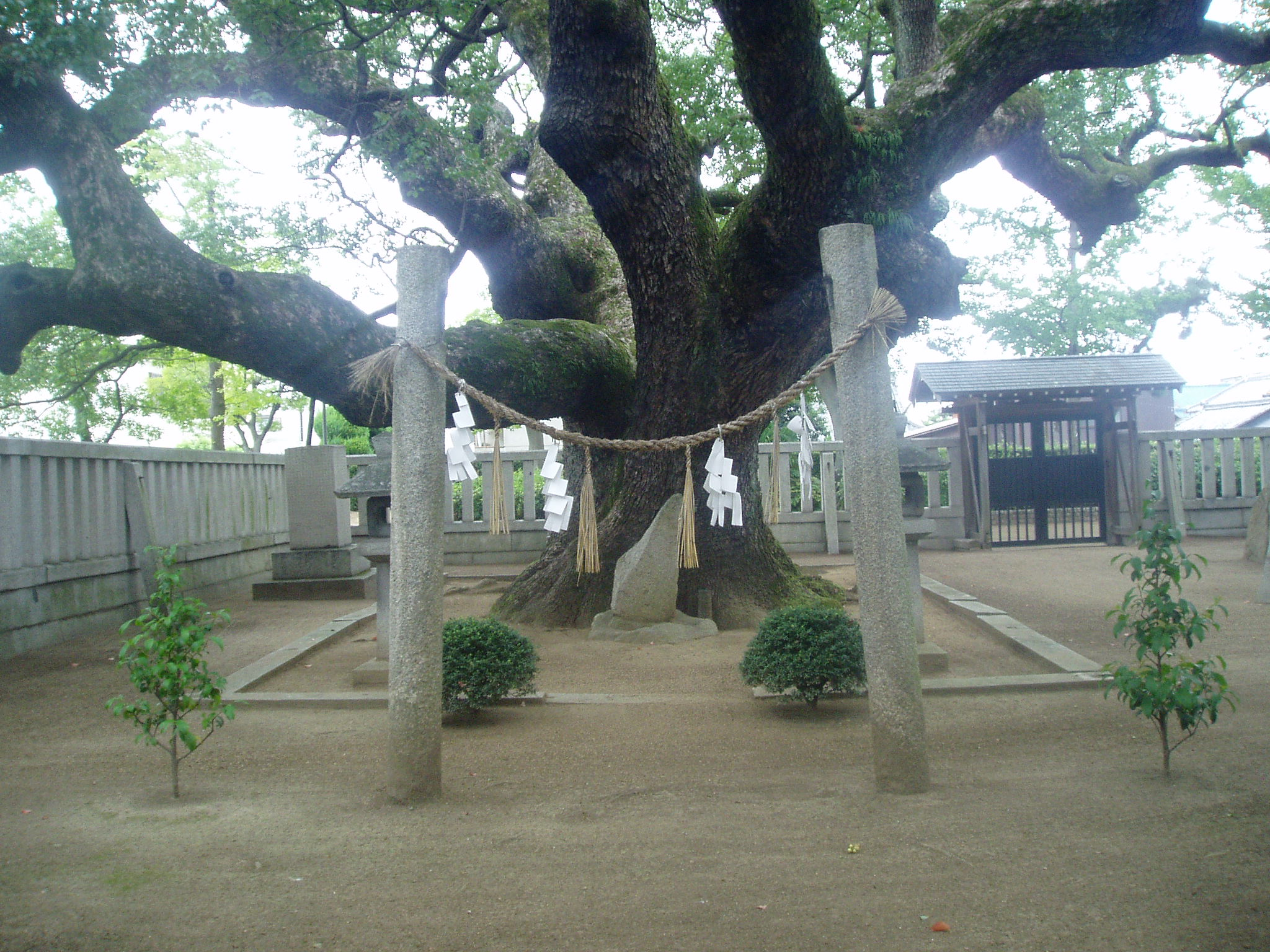
小楠公（御墓所）の楠

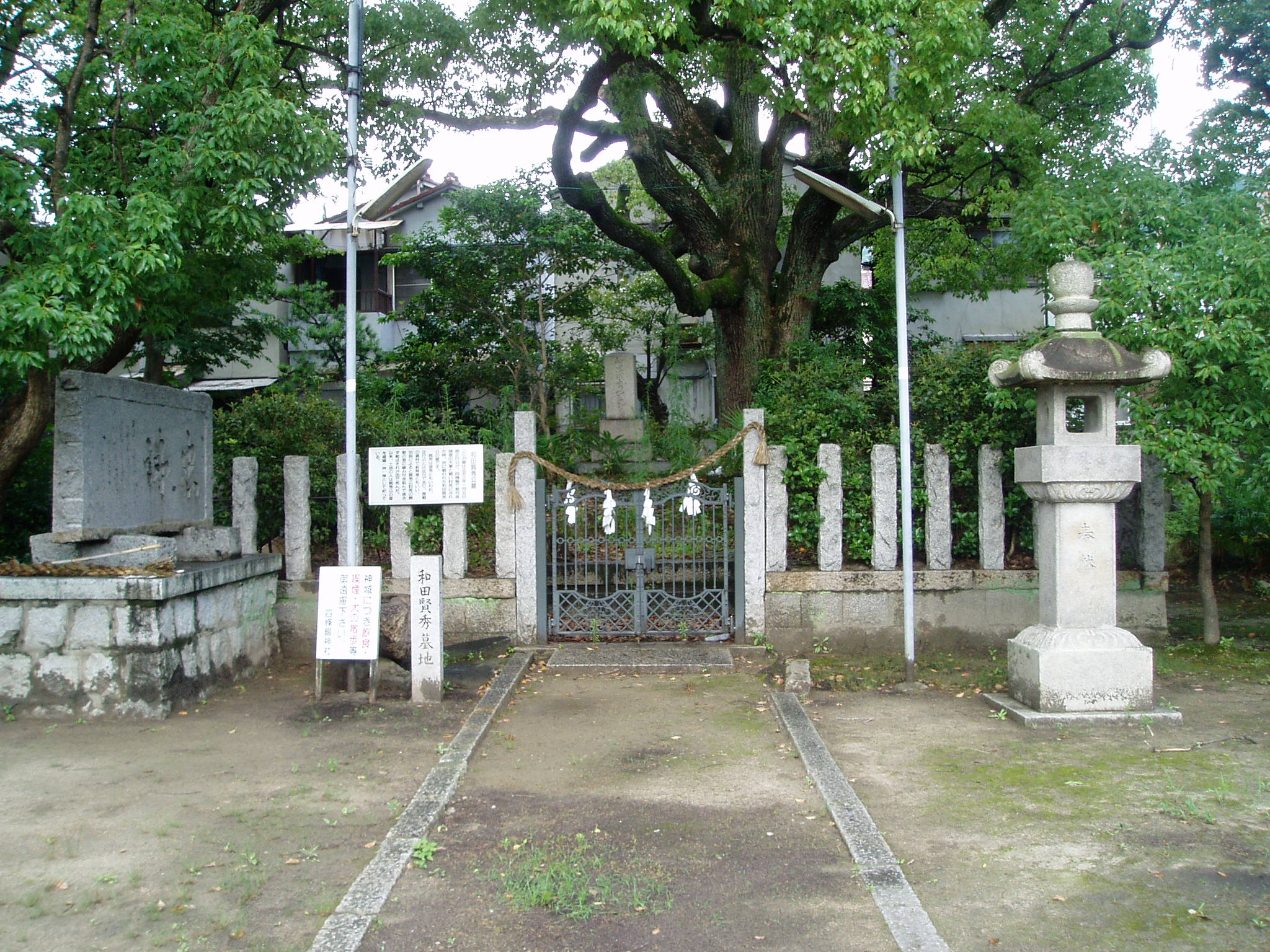
和田賢秀公の墓

- 小楠公御墓所（楠木正行の墓（大阪府指定文化財 史跡））
  - 小楠公（御墓所）の楠（大阪府指定文化財 天然記念物）
- 四條畷神社（桜や楓の名所）
- 飯盛山城
- 室池
- 権現の滝
- 忍陵神社
- 和田賢秀墓（大阪府指定文化財　史跡）
- 忍岡古墳（石室／大阪府指定文化財　史跡）
- 龍尾寺
- 四條畷高等学校本館（国登録有形文化財）

## スポーツ
市内を本拠地とするプロスポーツチームはないが、サッカーJリーグのガンバ大阪が活動地域として当市を含めている。地理的な関係から奈良クラブとも縁が深く、アカデミーが市内の施設を利用したり、奈良県と隣接する田原地区の学校に対して選手が訪問を行ったりしている。

## 出身有名人

### 著名な出身者
- 角淳一 - フリーアナウンサー。
- 山口智充 - お笑い芸人 DonDokoDon、俳優、ミュージシャン
- 稲田直樹 - お笑い芸人、アインシュタインのボケ担当。
- 宇治原史規 - お笑い芸人、ロザンのツッコミ担当。
- なるみ - タレント。
- 田中さなえ - タレント。
- 泉ゆうこ - タレント。
- 福岡サヤカ - タレント。
- 高橋幸慈 - 漫画家、『押忍!!空手部』の著者。
- 石川優吾 - 漫画家、『格闘美神 武龍』の著者。
- 俵万智 - 詩人。中学時代まで四條畷市に在住。
- 高畑耕治 - 詩人。
- 山脇光治 - プロ野球選手。
- 谷口功一 - プロ野球選手。
- 順風秀一 - プロ野球選手。
- 今村信貴 - プロ野球選手。
- 井上朋也 - プロ野球選手。
- 山下裕史 - ラグビー日本代表選手。
- 谷口智則 - 絵本作家。
- 相原裕介 - プロインラインスケート選手。
- 佐川翔吾 -競輪選手。
- 鳥居充子[57][57] - 陸上競技選手。
- 岡山絵里 - プロゴルファー。
- 早田有為子 - 音楽プロデューサー、愛乙女☆DOLL初代プロデュサー、Fortune Doll初代プロデューサー
- 朝紅龍琢馬 - 大相撲力士。

### ゆかりのある人物
- 3代目桂南光 - 落語家。四條畷市在住。
- 2代目桂南天 - 落語家、上記桂南光の弟子。四條畷市在住。
- 河島英五 - シンガーソングライター。晩年は四條畷市に住んでいた。
- 石川優子 - シンガーソングライター。府立四條畷高校に在学。
- 村井美樹 - 女優。四條畷高校に在学していた。
- 井田由美 - 日本テレビ編成局アナウンス専門部長。福岡県北九州市の生まれであるが、大阪府への転居後に府立四條畷高校に在学。
- 安岡正篤 - 陽明学者。旧制四條畷中学校に在学。
- 伊與田覺 - 成人教学研修所学監。
- 持統天皇 - 字名を鸕野讚良皇女（ウノノササラノオオキミ）という。幼少時を当市域内にあった大寺院・正法寺で過ごした（四條畷市史より）。
- 楠木正行 - 南北朝時代の南朝方の武将、楠木正成の長男。1348年（貞和4年）、四條畷の戦いにて敗れる。享年22。
- 和田賢秀 - 楠木正成の甥であり、「新発意」（しんぼち）とも呼ばれる。一族での武勇の誉れ高く、常に楠木正行とともに参戦。1348年（貞和4年）1月5日（旧暦）、四條畷の戦いにおいて敵本陣への潜入を試みるが発見され、敵兵を道連れに最期を遂げる。死亡時の年齢は不詳だが、20歳くらいと考えられている。
- 行基 - 当市を東西に走る清滝街道を開いたと言われる。また、龍尾寺の開祖とも伝わる（「雨を降らせて殺された竜#大阪府」を参照）。
- 星原健太 - プロサッカー選手。四条畷FC出身。
- 三好長慶 - 戦国時代初期の飯盛山城城主。織田信長の登場までは、一時畿内の覇者であった。城下の市域内にキリシタン布教の許可を与えた。
- 徳川秀忠 - 大坂夏の陣で大坂城に前進する前、忍陵神社境内に陣を構えた。
- 徳川家康 - 本能寺の変の直後、遊覧先の堺（大阪府）から三河（愛知県）へ逃避する際に飯盛山に登っている。
- 青木豊彦 - 株式会社アオキ取締役会長、民間初の人工衛星「まいど1号」製作者の1人。四條畷市観光大使を務める。

### その他
- Fortune Doll - 四條畷市のご当地アイドル